# Бушерон, Раймондо
Раймондо Бушерон (итал. Raimondo Boucheron; 15 марта 1800 года, Турин, Сардинское королевство — 28 февраля 1876 года, Милан, королевство Италия) — итальянский композитор и музыковед эпохи романтизма.

## Биография
Раймондо Бушерон родился в Турине 15 марта 1800 года в семье Микеле Бушерона и Анны-Марии, в девичестве Бертолоне. Начальное музыкальное образование будущий композитор получил от отца, увлекавшегося музыкой адвоката. В 1814 году уже в Кунео родители наняли ему учителя по фортепиано. Занятия музыкой продолжились в Новаре, куда семья переехала из-за профессии отца, затем в Мондови, где он учился игре на струнных и духовых инструментах, а также изучал композицию. В 1817 году, после смерти отца, Раймондо Бушерон вернулся в Турин и приступил к изучению юриспруденции, но вскоре оставил это занятие, чтобы продолжить музыкальное образование.
В 1822 году ему предложили место маэстро и дирижёра в муниципальном театре в Вогере. В 1829 году он выиграл конкурс на место капельмейстера в кафедральном соборе в Виджевано. В 1832 году композитор женился на Катерине Фаньяни, которая родила ему семерых детей. В это время им было написано несколько сочинений церковной музыки, в том числе «Похоронная Месса для четырёх голосов» (итал. Messa funebre a quattro voci) и «Вход и офферторий в первый день нового года» (итал. Ingresso e offertorio pel primo giorno dell'anno) для восьми голосов и двух органов. В 1842 году с мая по ноябрь в «Миланском музыкальном журнале» (итал. Gazzetta musicale di Milano) были опубликованы части из его теоретического трактата «Философия музыки, или эстетика данного вида искусства» (итал. Filosofia della musica, o estetica applicata a quest'arte). В том же году сочинение было издано полностью издательством Рикорди в Милане.
В 1844 году Раймондо Бушерон был принят на место капельмейстера в кафедральный соборе Казале-Монферрато, а в 1847 году без конкурса был взят на место капельмейстера в кафедральный собор Милана, где работал до самой смерти. Композитор продолжил сочинять церковную музыку и исследования в области теории музыки. В 1856 году в Милане был издан его «Учебник гармонии» (итал. La scienza dell'armonia, spiegata dai rapporti dell' arte coll'umana natura), в котором он исследовал связи между музыкой и природными явлениями. Эта работа принесла ему всеобщее признание. Раймондо Бушерон был избран почетным членом филармонических академий Болоньи, Рима и Флоренции.
В 1868 году Джузеппе Верди пригласил его принять участие в написании «Мессы памяти Россини» (итал. Messa per Rossini). Премьера заупокойной службы планировалась в базилике Святого Петрония в Болонье на годовщину смерти композитора Джоаккино Россини 14 ноября 1869 года. Композитор написал «Посрами» (лат. Confutatis) и «Стоя на коленях» (лат. Oro supplex ). Раймондо Бушерон умер в Милане 28 февраля 1876 года.

## Творческое наследие
Творческое наследие Раймондо Бушерона включает сочинения камерной и духовной музыки. Композитор написал две оперы, но по неизвестным причинам они не были поставлены.

## Сочинения
- Boucheron, Raimondo. Filosofia della musica o estetica applicata a quest'arte :  [итал.]. — Milano : Tipografia di Gio. Ricordi, 1842. — 158 p.
- Boucheron, Raimondo. La scienza dell'armonia, spiegata dai rapporti dell' arte coll'umana natura :  [итал.]. — Milano : Tipografia di Gio. Ricordi, 1857. — 125 p.
- Boucheron, Raimondo. Esercizi d'armonia in 42 partimenti numerati: preceduti da un breve insegnamento teorico e seguiti da una chiave o traduzione dei numeri in note: opera divisa in due libri. Libro I :  [итал.]. — Milano : Tipografia di F. Lucca, 1867. — 95 p.
- Boucheron, Raimondo. Esercizi d'armonia in 42 partimenti numerati : preceduti da un breve insegnamento teorico e seguiti da una chiave o traduzione dei numeri in note: opera divisa in due libri. Libro II :  [итал.]. — Milano : Tipografia di F. Lucca, 1867. — 55 p.
- Boucheron, Raimondo. Corso elememtare completo di lettura musicale: in brevi solfeggi per voce di soprano. Libro I—II :  [итал.]. — Milano : Tipografia di F. Lucca, 1874. — 47 p.